# Ramphotyphlops tovelli
Ramphotyphlops tovelli este o specie de șerpi din genul Ramphotyphlops, familia Typhlopidae, descrisă de Loveridge 1945. Conform Catalogue of Life specia Ramphotyphlops tovelli nu are subspecii cunoscute.